# مونرو سوان
مونرو سوان (بالإنجليزية: Monroe Swan)‏ هو سياسي أمريكي، ولد في 2 يونيو 1937 في بلزوني في الولايات المتحدة. حزبياً، نشط في الحزب الديمقراطي. وقد انتخب عضو مجلس ولاية ويسكونسن.